# Пасер
Пасер (*XIII ст. до н. е. —1253/1251 роики до н. е.) — давньоєгипетський політичний діяч XIX династії, верховний жрець Амона у Фівах наприкінці правління фараона Сеті I та початку володарювання Рамсеса II.

## Життєпис
Походив з впливового жрецького роду, що походив з Мемфісу. Син Небнетеру Тенрі, верховного жреця Амона, та Меритри, голови гарему Амона. Про дату народження нічого невідомо. Здобув гарну освіту, увійшов до почту Рамсеса, одного з синів фараона Сеті I.
За правління Сеті I послідовно обіймав посади першого супутника палацу, головного очільника палацу фараона. Згодом призначається на посаду верховного жерця Веретхекау (богині царських коронацій і символів влади), на посаду начальника Фів. Наприкінці правління фараона призначається чаті (візиром) Верхнього Єгипту.
Пасер відігравав значну роль при сходженні на трон фараона Рамсеса II у 1290 році до н. е. Пасера було перепризначено на усі попередні посади. також став головою усі ремісників та розпорядником у гробниці Сеті I та гробниці Рамсеса II, що почала зводитися в Пі-Рамсесі. Водночас отримав декілька жрецьких посад: Рота Нехена, жерця Маат, начальника таємниць слова, а також призначається на посаду печатника фараона. був доволі популярним серед робітників, оскільки гарна ставився до них під час зведення будівель.
У 1269 році до н. е. у зв'язки з укладанням мирного договору з Хеттською державу Пасер вітав Рамсеса II серед членів фараонової родини. У 1263 році до н. е. після смерті верховного жерця Горі за підтримки фараона Пасер стає новим верховним жерцем Амона. Обіймав цю посаду близько 10 років. Помер між 1253 та 1251 роками до н. е. Його посаду заступив Бакенхонсу.
Поховано у гробниці 1106 в Долині знаті (некрополь Шейх Абд ель-Курна).

## Родина
- Аменемопет, царський син Куша
- Хай, чаті Єгипту